# Ekstraliga polska w piłce nożnej kobiet (2023/2024)
Ekstraliga polska w piłce nożnej kobiet 2023/2024 – 45. edycja najwyższej w hierarchii klasy kobiecych ligowych rozgrywek piłkarskich w Polsce.
Organizatorem rozgrywek był Departament Piłkarstwa Kobiecego PZPN, a brały w nich udział drużyny 12 profesjonalnych klubów piłkarskich. Mistrz kraju otrzymał prawo gry w turnieju kwalifikacyjnym Ligi Mistrzyń UEFA w następnym sezonie. Do I ligi spadły dwa ostatnie zespoły. Tytułu mistrzowskiego po raz pierwszy bronił GKS Katowice. Absolutnym beniaminkiem był Stomilanki Olsztyn, po roku do Ekstraligi powrócił Rekord Bielsko-Biała.
Zmagania rozpoczęły się 19 sierpnia 2023, a zakończyły 9 czerwca 2024. W meczu inaugurującym sezon AZS UJ Kraków przegrał z Pogonią Szczecin 1:2. Pierwszą bramkę rozgrywek strzeliła w 22. minucie Anna Zapała. Mistrzyniami po raz pierwszy została Pogoń Szczecin.

## Drużyny
| Uczestnicy poprzedniej edycji                                                                                 | Uczestnicy poprzedniej edycji | Uczestnicy poprzedniej edycji | Uczestnicy poprzedniej edycji |
| --- | ----------------------------- | ----------------------------- | ----------------------------- |
| GKS | GKS Katowice                  | 1                             |                               |
| GKŁ | Górnik Łęczna                 | 2                             |                               |
| USŁ | UKS SMS Łódź                  | 3                             |                               |
| AUK | AZS UJ Kraków                 | 4                             |                               |
| POG | Pogoń Szczecin                | 5                             |                               |
| ŚLĄ | Śląsk Wrocław                 | 6                             |                               |
| CZS | Czarni Sosnowiec              | 7                             |                               |
| APL | APLG Gdańsk                   | 8                             |                               |
| TCZ | Pogoń Tczew                   | 9                             |                               |
| MKO | Medyk Konin                   | 10                            |                               |
| Awans z I ligi                                                                                                |                               |                               |                               |
| STO | Stomilanki Olsztyn            | 1                             |                               |
| BIE | Rekord Bielsko-Biała          | 2                             |                               |
| Oznaczenia: - kolumna pierwsza – skróty nazw drużyn, - kolumna trzecia – miejsce zajęte w poprzednim sezonie. |                               |                               |                               |

## Rozgrywki

### Tabela
| Lp. | Drużyna              | M  | Z  | R | P  | B+ | B– | +/– | Pkt | Kwalifikacja lub spadek                   |
| --- | -------------------- | -- | -- | - | -- | -- | -- | --- | --- | ----------------------------------------- |
| 1   | Pogoń Szczecin (M)   | 22 | 16 | 3 | 3  | 63 | 16 | +47 | 51  | Liga Mistrzyń UEFA • I runda eliminacyjna |
| 2   | GKS Katowice (P)     | 22 | 16 | 3 | 3  | 50 | 17 | +33 | 51  |                                           |
| 3   | Czarni Sosnowiec     | 22 | 14 | 4 | 4  | 55 | 22 | +33 | 46  |                                           |
| 4   | UKS SMS Łódź         | 22 | 13 | 5 | 4  | 47 | 19 | +28 | 44  |                                           |
| 5   | APLG Gdańsk          | 22 | 11 | 2 | 9  | 30 | 29 | +1  | 35  |                                           |
| 6   | Górnik Łęczna        | 22 | 9  | 4 | 9  | 34 | 29 | +5  | 31  |                                           |
| 7   | Śląsk Wrocław        | 22 | 9  | 4 | 9  | 41 | 36 | +5  | 31  |                                           |
| 8   | Pogoń Tczew          | 22 | 6  | 4 | 12 | 29 | 65 | −36 | 22  |                                           |
| 9   | Rekord Bielsko-Biała | 22 | 5  | 4 | 13 | 23 | 41 | −18 | 19  |                                           |
| 10  | Stomilanki Olsztyn   | 22 | 5  | 1 | 16 | 15 | 54 | −39 | 16  |                                           |
| 11  | UJ Kraków (S)        | 22 | 3  | 6 | 13 | 26 | 46 | −20 | 15  | Spadek do I ligi                          |
| 12  | Medyk Konin (S)      | 22 | 4  | 2 | 16 | 24 | 63 | −39 | 14  | Spadek do I ligi                          |

1. 1 2  Różnica bramek: Pogoń Szczecin +47, GKS Katowice +33.
2. 1 2  Mecze bezpośrednie, liczba punktów (różnica bramek): Górnik Łęczna 3 (+2), Śląsk Wrocław 3 (-2).

### Wyniki
| Gospodarz \ Gość     | AUK | APL | BIE | CZS | GKŁ | GKS | MKO | POG | STO | TCZ | ŚLĄ | USŁ |
| -------------------- | --- | --- | --- | --- | --- | --- | --- | --- | --- | --- | --- | --- |
| UJ Kraków            |     | 2–3 | 3–1 | 1–2 | 1–4 | 1–1 | 0–1 | 1–2 | 3–2 | 1–1 | 2–2 | 2–2 |
| APLG Gdańsk          | 0–1 |     | 3–2 | 2–0 | 0–0 | 1–5 | 3–0 | 1–2 | 1–0 | 4–1 | 0–3 | 1–0 |
| Rekord Bielsko-Biała | 1–1 | 1–4 |     | 1–2 | 0–1 | 0–0 | 1–0 | 0–6 | 1–2 | 3–0 | 3–0 | 0–2 |
| Czarni Sosnowiec     | 2–0 | 2–0 | 4–1 |     | 0–0 | 3–0 | 6–1 | 2–2 | 5–1 | 3–0 | 2–1 | 2–2 |
| Górnik Łęczna        | 2–1 | 1–0 | 0–1 | 3–0 |     | 0–4 | 2–0 | 0–3 | 0–1 | 1–2 | 5–1 | 1–1 |
| GKS Katowice         | 2–0 | 5–1 | 1–0 | 4–1 | 2–1 |     | 2–0 | 1–0 | 3–0 | 5–1 | 2–1 | 1–0 |
| Medyk Konin          | 4–3 | 0–1 | 1–1 | 2–0 | 2–5 | 0–3 |     | 1–5 | 3–1 | 1–2 | 2–5 | 2–3 |
| Pogoń Szczecin       | 6–1 | 1–1 | 4–0 | 0–3 | 2–1 | 1–0 | 5–0 |     | 4–0 | 3–0 | 1–2 | 0–0 |
| Stomilanki Olsztyn   | 1–0 | 0–1 | 1–2 | 0–7 | 0–5 | 0–3 | 1–0 | 0–4 |     | 2–0 | 0–3 | 0–4 |
| Pogoń Tczew          | 1–1 | 0–3 | 3–2 | 0–7 | 1–1 | 3–4 | 3–3 | 1–6 | 2–1 |     | 2–1 | 1–7 |
| Śląsk Wrocław        | 4–0 | 1–0 | 2–2 | 1–2 | 3–1 | 2–2 | 5–1 | 1–3 | 0–0 | 1–4 |     | 2–0 |
| UKS SMS Łódź         | 2–1 | 2–0 | 1–0 | 0–0 | 4–0 | 1–0 | 6–0 | 0–3 | 3–2 | 5–1 | 2–0 |     |

### Lider kolejka po kolejce
USŁ – UKS SMS Łódź, GKS – GKS Katowice, POG – Pogoń Szczecin

## Statystyki

### Najlepsze strzelczynie
| Gol | Zawodnik             | Drużyna              |
| --- | -------------------- | -------------------- |
| 15  | Natalia Oleszkiewicz | Pogoń Szczecin       |
| 13  | Emilia Zdunek        | Pogoń Szczecin       |
| 11  | Marcelina Buś        | Śląsk Wrocław        |
| 11  | Karolina Majda       | UKS SMS Łódź         |
| 11  | Klaudia Miłek        | Czarni Sosnowiec     |
| 11  | Magdalena Sobal      | Pogoń Tczew          |
| 11  | Anna Zapała          | AZS UJ Kraków        |
| 9   | Jaylen Crim          | Pogoń Szczecin       |
| 9   | Karlīna Miksone      | Czarni Sosnowiec     |
| 9   | Patrycja Ziemba      | Medyk Konin          |
| 8   | Nikol Kaletka        | Czarni Sosnowiec     |
| 8   | Jagoda Szewczuk      | APLG Gdańsk          |
| 7   | Nicola Brzęczek      | GKS Katowice         |
| 7   | Julia Gutowska       | Rekord Bielsko-Biała |
| 7   | Dżesika Jaszek       | GKS Katowice         |
| 7   | Aleksandra Nieciąg   | GKS Katowice         |
| 7   | Patrycja Sarapata    | Czarni Sosnowiec     |

Ostatnia aktualizacja: 2024-06-09.

### Hat-tricki
| Zawodniczka         | Drużyna          | Spotkanie                             | Rezultat | Kolejka | Data       |
| ------------------- | ---------------- | ------------------------------------- | -------- | ------- | ---------- |
| Aleksandra Posiewka | Górnik Łęczna    | Stomilanki Olsztyn – Górnik Łęczna    | 0:5      | 5.      | 16.09.2023 |
| Marcjanna Zawadzka  | Górnik Łęczna    | Medyk Konin – Górnik Łęczna           | 2:5      | 8.      | 14.10.2023 |
| Jagoda Szewczuk     | APLG Gdańsk      | APLG Gdańsk – Pogoń Tczew             | 4:1      | 15.     | 23.03.2024 |
| Klaudia Miłek       | Czarni Sosnowiec | Pogoń Tczew – Czarni Sosnowiec        | 0:7      | 18.     | 27.04.2024 |
| Weronika Szymaszek  | Pogoń Szczecin   | Rekord Bielsko-Biała – Pogoń Szczecin | 0:6      | 22.     | 09.06.2024 |

Ostatnia aktualizacja: 2024-06-09.

### Czyste konta
|    |      | Zawodniczka      | Drużyna          |
| -- | ---- | ---------------- | ---------------- |
| 10 | (21) | Kinga Seweryn    | GKS Katowice     |
| 10 | (21) | Monika Sowalska  | UKS SMS Łódź     |
| 10 | (22) | Anna Palińska    | Pogoń Szczecin   |
| 8  | (22) | Marta Michlewicz | APLG Gdańsk      |
| 8  | (21) | Sandra Urbańczyk | Górnik Łęczna    |
| 6  | (9)  | Martyna Małysa   | Czarni Sosnowiec |
| 4  | (14) | Anna Bocian      | Śląsk Wrocław    |

Ostatnia aktualizacja: 2024-06-09.

## Prezesi, sztab i kapitanki
| Klub                 | Prezes              | Prezes        | Trener/ka             | Trener/ka     | Kapitanka           | Źródło        |
| -------------------- | ------------------- | ------------- | --------------------- | ------------- | ------------------- | ------------- |
| AZS UJ Kraków        | Dariusz Igielski    | od 24.04.2023 | Jacek Sieniawski      | od 23.04.2024 | Anna Zapała         | [ 9 ] [ 10 ]  |
| APLG Gdańsk          | Tomasz Bocheński    | od 19.08.2010 | Tomasz Borkowski      | od 2016       | Ewelina Piórkowska  | [ 11 ]        |
| Rekord Bielsko-Biała | Janusz Szymura      | od 2009       | Mateusz Żebrowski     | od 22.02.2022 | Martyna Gąsiorek    | [ 12 ]        |
| Czarni Sosnowiec     | Robert Majewski     | od 02.06.2020 | Sebastian Stemplewski | od 23.12.2023 | Andrea Horváthová   | [ 13 ] [ 14 ] |
| Górnik Łęczna        | Dawid Osowski       | od 2020       | Patryk Błaziak        | od 5.10.2023  | Oliwia Rapacka      | [ 15 ]        |
| GKS Katowice         | Krzysztof Nowak     | od 25.08.2023 | Karolina Koch         | od 19.03.2022 | Marlena Hajduk      | [ 16 ] [ 17 ] |
| Medyk Konin          | Roman Jaszczak      | od 23.03.1985 | Michał Sypuła         | od 09.01.2024 | Patrycja Ziemba     | [ 18 ] [ 19 ] |
| Pogoń Szczecin       | Artur Dmowski       | od 07.11.2023 | Piotr Łęczyński       | od 18.07.2023 | Emilia Zdunek       | [ 20 ] [ 21 ] |
| Stomilanki Olsztyn   | Dariusz Maleszewski | od 08.01.2011 | Dariusz Maleszewski   | od 09.2010    | Gabriela Kędzia     | [ 22 ]        |
| Pogoń Tczew          | Kazimierz Sroka     | od 23.06.2016 | Mateusz Sroka         | od 23.06.2016 | Agnieszka Rembalska | [ 23 ]        |
| Śląsk Wrocław        | Patryk Załęczny     | od 11.09.2023 | Piotr Jagieła         | od 03.07.2018 | Joanna Wróblewska   | [ 24 ]        |
| UKS SMS Łódź         | Janusz Matusiak     | od 1999       | Marek Chojnacki       | od 2016       | Patrycja Balcerzak  | [ 25 ] [ 26 ] |

Ostatnia aktualizacja: 2024-06-09.

### Zmiany w sztabach
| Klub                | Były trener/ka    | Data odejścia | Powód                 | Nowy trener/ka        | Data zatrudnienia | Źródło |
| ------------------- | ----------------- | ------------- | --------------------- | --------------------- | ----------------- | ------ |
| Przed sezonem       |                   |               |                       |                       |                   |        |
| Pogoń Szczecin      | Robert Dymkowski  | 18.07.2023    | Rozwiązanie kontraktu | Piotr Łęczyński       | 18.07.2023        | [ 21 ] |
| W rundzie jesiennej |                   |               |                       |                       |                   |        |
| Górnik Łęczna       | Robert Makarewicz | 04.10.2023    | Rozwiązanie kontraktu | Patryk Błaziak        | 05.10.2023        | [ 15 ] |
| Przerwa zimowa      |                   |               |                       |                       |                   |        |
| Czarni Sosnowiec    | Anna Szymańska    | 23.12.2023    | Rozwiązanie kontraktu | Sebastian Stemplewski | 23.12.2023        | [ 14 ] |
| Medyk Konin         | Roman Jaszczak    | 09.01.2024    | Rozwiązanie kontraktu | Michał Sypuła         | 09.01.2024        | [ 19 ] |
| W rundzie wiosennej |                   |               |                       |                       |                   |        |
| AZS UJ Kraków       | Krzysztof Krok    | 23.04.2024    | Rozwiązanie kontraktu | Jakub Sieniawski      | 23.04.2024        | [ 10 ] |

## Stadiony
| Miejscowość | Miejscowość   | Stadion                                            | Klub                 | Pojemność | Zdjęcie |
| ----------- | ------------- | -------------------------------------------------- | -------------------- | --------- | ------- |
|             | Kraków        | Stadion Miejski im. Władysława Kawuli              | AZS UJ Kraków        | 1224      |         |
|             | Gdańsk        | Stadion Gdańskiego Ośrodka Sportu                  | APLG Gdańsk          | 11 811    |         |
|             | Bielsko-Biała | Centrum Sportu Rekord                              | Rekord Bielsko-Biała | 620       |         |
|             | Sosnowiec     | Stadion im. Jana Ciszewskiego                      | Czarni Sosnowiec     | 700       |         |
|             | Łęczna        | Stadion Górnika Łęczna                             | Górnik Łęczna        | 7464      |         |
|             | Katowice      | Stadion GKS Katowice                               | GKS Katowice         | 6710      |         |
|             | Konin         | Stadion im. Złotej Jedenastki Kazimierza Górskiego | Medyk Konin          | 7871      |         |
|             | Szczecin      | Stadion Miejski                                    | Pogoń Szczecin       | 800       |         |
|             | Olsztyn       | Stadion OSiR                                       | Stomilanki Olsztyn   | 4500      |         |
|             | Tczew         | Stadion im. Jana Stachowiaka                       | Pogoń Tczew          | 1300      |         |
|             | Wrocław       | Stadion Oporowska                                  | Śląsk Wrocław        | 800       |         |
|             | Łódź          | Stadion Szkoły Mistrzostwa Sportowego              | UKS SMS Łódź         | 2000      |         |

1. ↑  Drużyna rozgrywa swoje mecze także na Polsat Plus Arena.
2. ↑  Drużyna rozgrywa swoje mecze na bocznym stadionie B3. W 14. kolejce mecz z Śląskiem Wrocław rozegrany został na głównym obiekcie.
3. ↑  W rundzie wiosennej zawodniczki przeniosły się z Centrum Piłkarskie Ślęza Wrocław na stadion przy ul. Oporowskiej. W 17. kolejce mecz z Rekordem Bielsko-Biała rozegrany został na Tarczyński Arena.

## Stroje i sponsorzy
| Klub | Sponsor techniczny | Sponsor strategiczny                                                       |
| --- | ------------------ | -------------------------------------------------------------------------- |
| AZS UJ Kraków | adidas             | R-gol.com                                                                  |
| APLG Gdańsk | adidas             | Orlen                                                                      |
| Rekord Bielsko-Biała | Joma               | Rekord SI                                                                  |
| Czarni Sosnowiec | Joma               | Silesia Invest, Sai, PKM Sosnowiec                                         |
| Górnik Łęczna | adidas             | Bogdanka                                                                   |
| GKS Katowice | hummel             | STS                                                                        |
| Medyk Konin | Kappa              | Polomarket, Miasto Konin, ZUO w Koninie                                    |
| Pogoń Szczecin | Capelli Sport      | RT-Trans                                                                   |
| Stomilanki Olsztyn | adidas             | Miasto Olsztyn, Województwo warmińsko-mazurskie, Emka Logistics, R-Gol.com |
| Pogoń Tczew | adidas             | Dekpol, Emka                                                               |
| Śląsk Wrocław | Nike               | Aquapark Wrocław, Fundacja „Na Ratunek Dzieciom z Chorobą Nowotworową”     |
| UKS SMS Łódź | Zina               | TME.eu, Miasto Łódź, Grot                                                  |
| Oznaczenia: - Jako sponsora technicznego należy rozumieć firmę, która dostarcza danemu klubowi sprzęt niezbędny do gry - Jako sponsora strategicznego należy rozumieć firmę, która reklamuje się na klatce piersiowej koszulki meczowej |                    |                                                                            |